# Église Saint-Orien de Meslay-le-Grenet
L'église Saint-Orien est une église catholique située à Meslay-le-Grenet dans le département français d'Eure-et-Loir, en région Centre-Val de Loire.

## Historique
Ce monument fait l’objet d’un classement au titre des monuments historiques depuis le 27 décembre 1913.
Cette petite église de campagne abrite, peinte sur deux des murs de la nef, une exceptionnelle danse macabre de la fin du XVe siècle dans un état de conservation assez étonnant. Elle a été découverte en 1864 et mise en valeur en 1979.
En 1865, le peintre Paul-Alfred Colin est chargé de la restauration des fresques. Il réalise ce travail avec Camille Marcille, cependant leur travail donne lieu à une polémique sur leurs choix artistiques.
L'affrontement entre la mort et les hommes commence, sur le mur sud, au registre inférieur, par les représentations du pape et de l'empereur ; il se termine au revers de la façade par l'enfant, l'usurier et l'ermite. Le texte d'accompagnement, poème rédigé en 1376, reste bien visible.
Au registre supérieur, le Dit des trois morts et des trois vifs, récit moralisant souvent associé aux danses macabres retrouvées en France, conte l'aventure de trois jeunes fous conduits à la repentance.

Peinture murale le dit des Trois morts, XVIe siècle
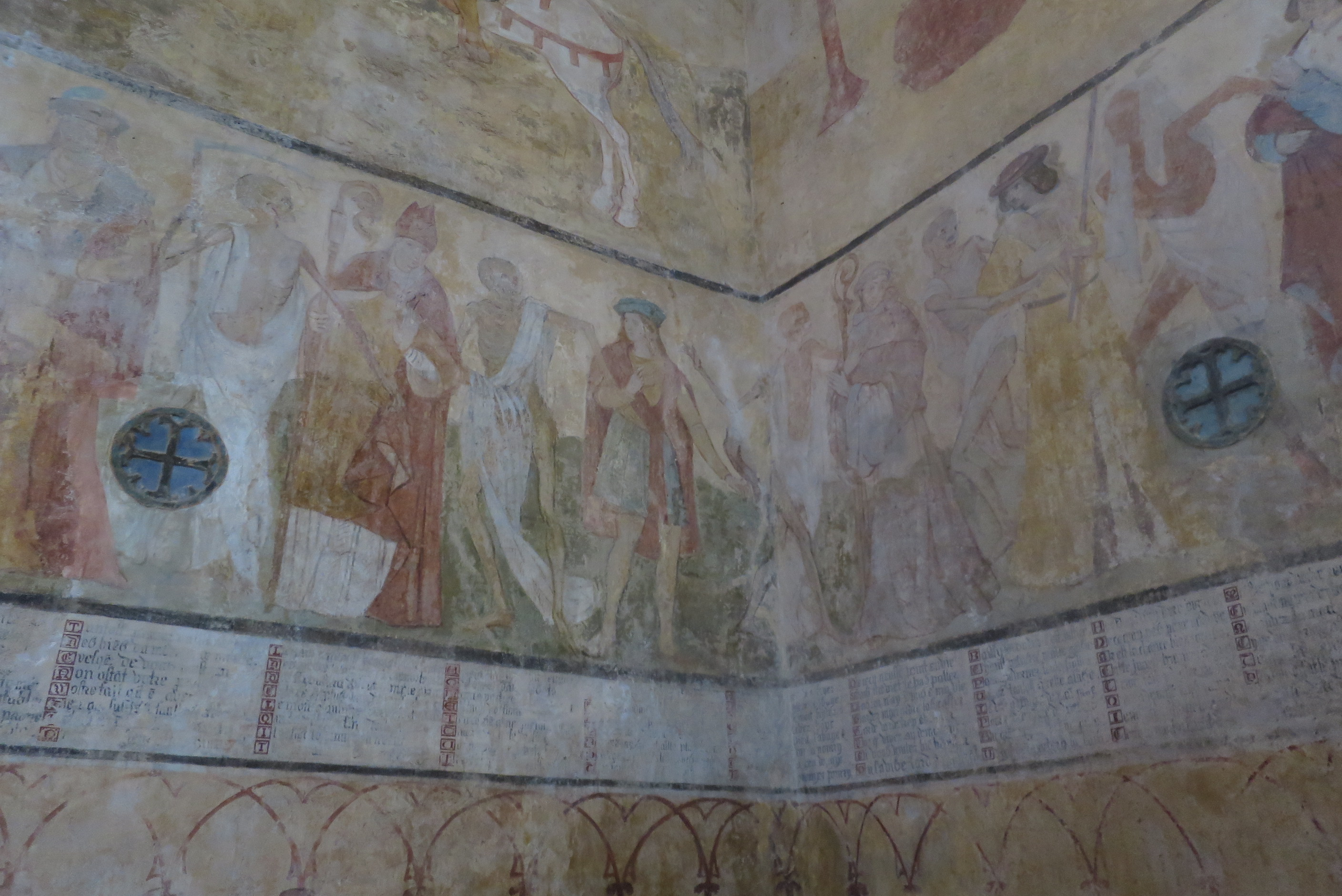
Danse Macabre.
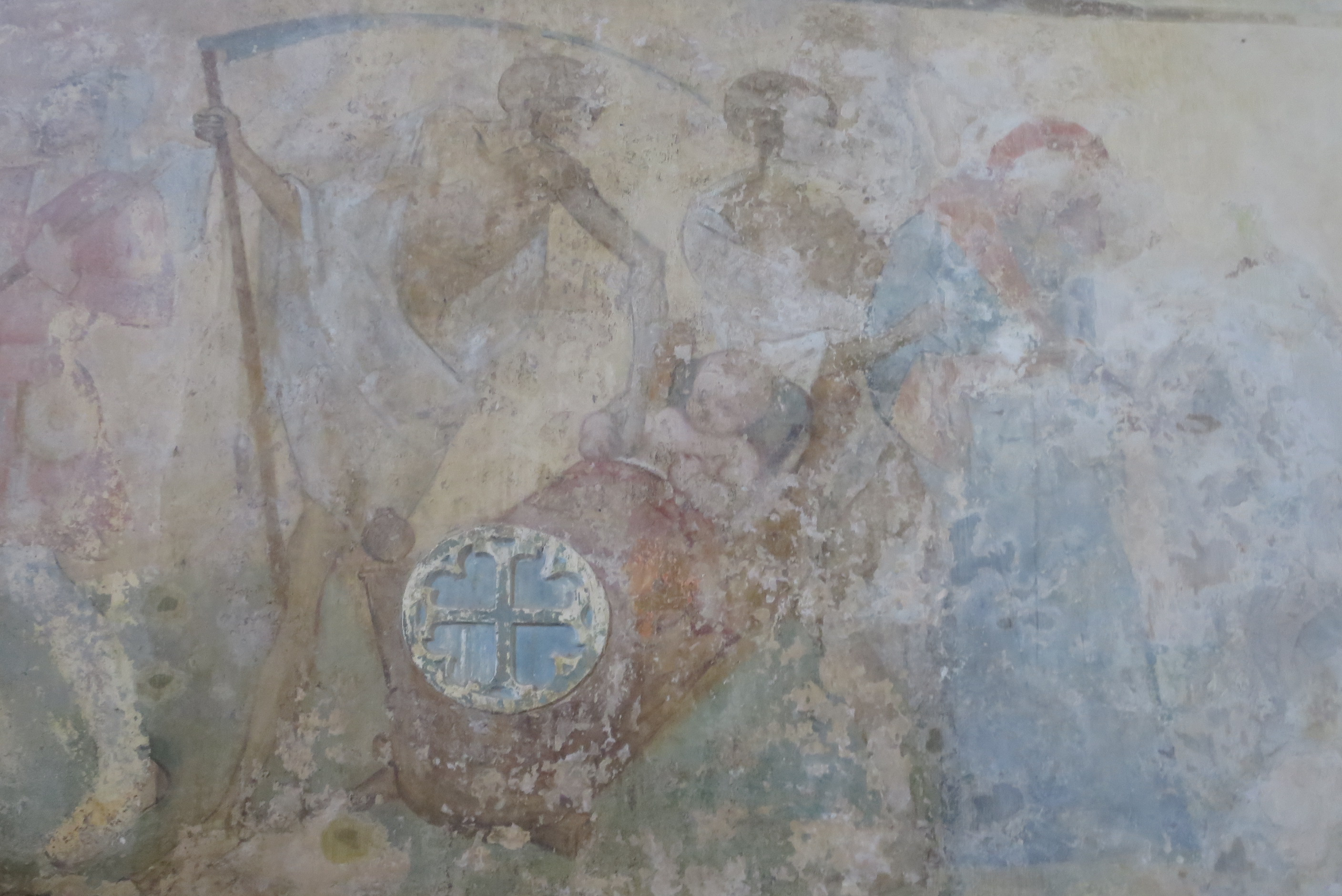
Détail : la mort emmenant un nouveau-né.

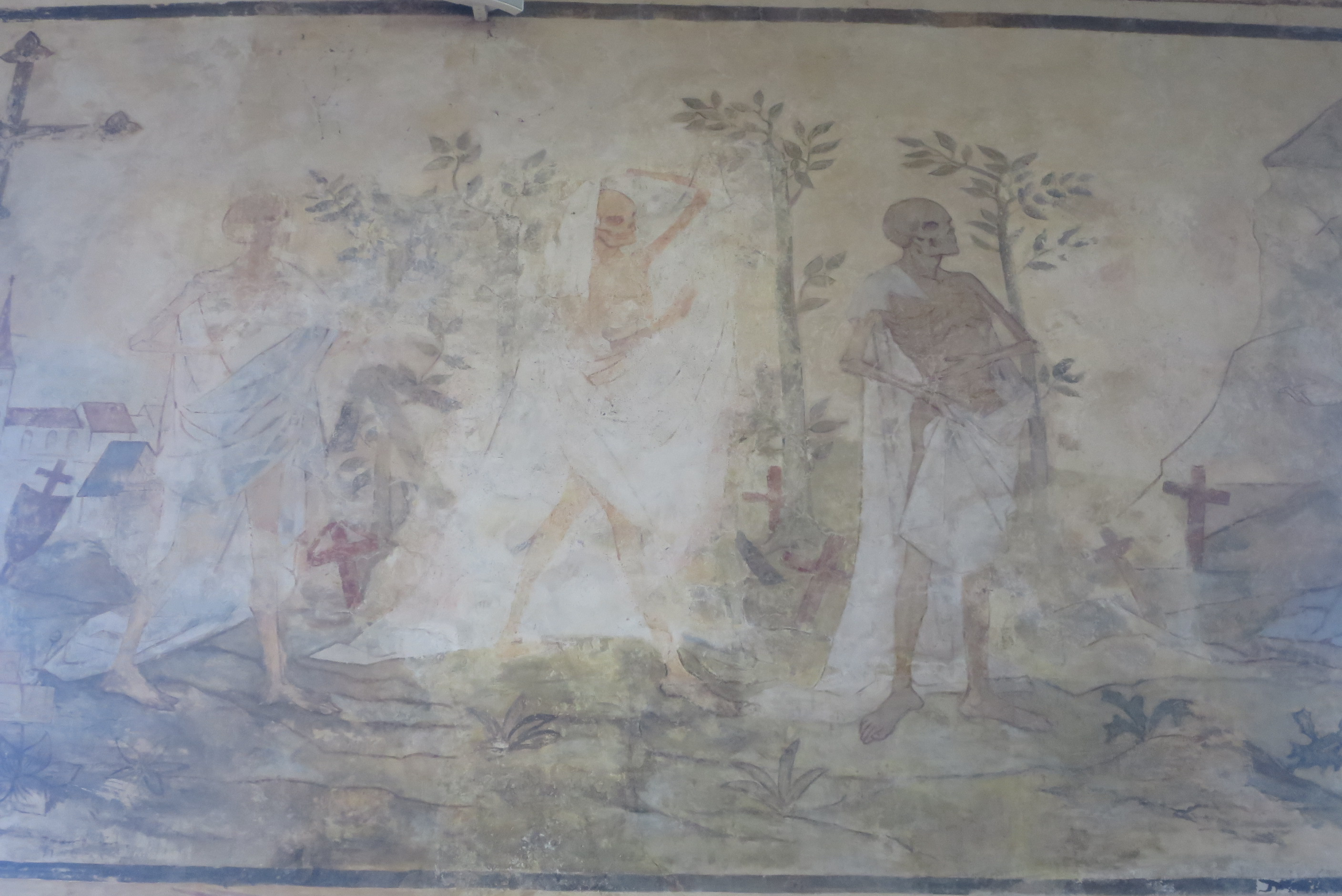
Le dit des Trois morts.
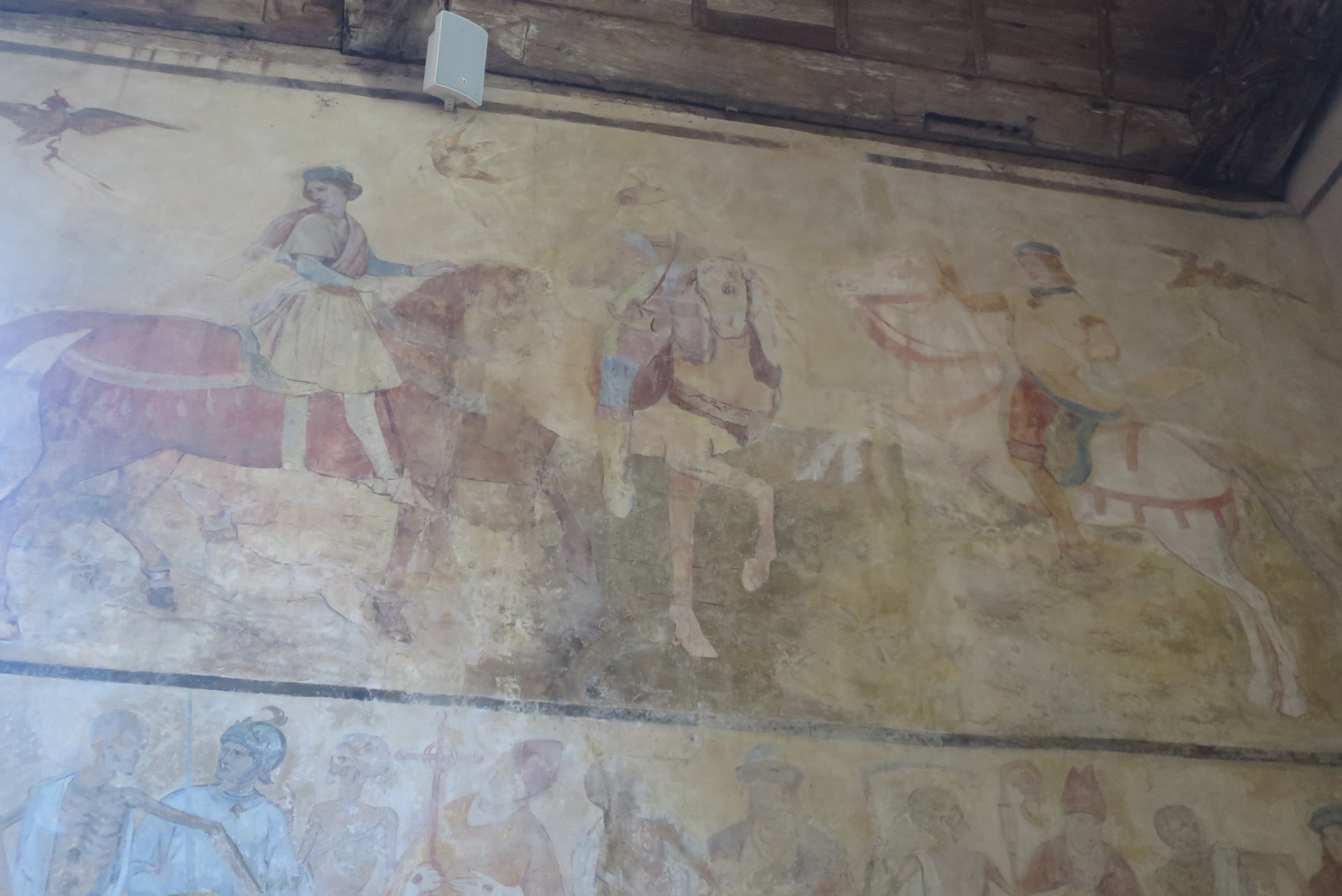
Le dit des Trois vifs.

## Paroisse, vocable et doyenné
L'église Saint-Orien de Meslay-le-Grenet fait partie de la paroisse Notre-Dame-du-Combray, rattachée au doyenné du Perche.
Le vocable Orien provient d'Orens d'Auch, confesseur du Ve siècle, très honoré en Gascogne au Moyen Âge, et qui a été le patron paroissial de Meslay-le-Grenet. On trouve aussi sa trace dans une autre commune d'Eure-et-Loir, Villiers-Saint-Orien.